# Найман, Фатма Эсма
Фатма Эсма Найман (тур. Fatma Esma Nayman; 1899, Стамбул — 16 декабря 1967, там же) — турецкий политик, одна из первых женщин-членов Великого национального собрания Турции, избранная на всеобщих выборах 1935 года.

## Ранняя биография
Фатма Эсма родилась в семье Хасипа и Мелек в 1899 году в Стамбуле, тогдашней столице Османской империи. Она преподавала французский язык в течение семи лет в Безмиалемской средней школе для девочек. В 1927 году Фатма Эсма вышла замуж за адвоката по имени Зихни, который позже принял фамилию Найман, и поселилась с ним в Адане. В следующему году она родила ему сына Эрдема.

## Участие в политике
Турецкие женщины добились права голоса на местных муниципальных выборах 3 апреля 1930 года. Четыре года спустя, 5 декабря 1934 года, они получили всеобщее избирательное право раньше, чем в большинстве других стран мира. Фатма Эсма Найман стала членом Республиканской народной партии (РНП) и участвовала от неё в выборах, состоявшихся 8 февраля 1935 года в провинции Адана, тогда известной как провинция Сейхан. Она была избрана в качестве первых в истории Турции женщин-политиков, членов Великого национального собрания Турции пятого созыва. В парламенте Найман работала над проектами создания исправительных школ для несовершеннолетних правонарушителей.

## Последние годы
После окончания срока полномочий члена парламента Турции Найман также работала в муниципальном совете Аданы. В 1946 году она работала переводчиком в государственном информационном агентстве «Anadolu Agency».
Фатман Эсма Найман умерла в Стамбуле 16 декабря 1967 года.